# Bomberman
Bomberman (ボンバーマン?, Bonbāman) (traducibile come "bombarolo") è una serie di videogiochi, originaria del Giappone, che prende il nome dall'omonimo personaggio protagonista, creata dalla Hudson Soft.
Il primo gioco è nato nel 1983, conosciuto anche come Eric & the Floaters su MSX e ZX Spectrum, Dyna Blaster o Dynablaster in Europa, e diffusosi col NES. La serie conta decine di titoli ed è ancora attiva negli anni 2020.
Particolarmente sviluppata la componente multiplayer, punto di forza della serie, permette da 1 a 4 giocatori, arrivando fino a 10, per alcune versioni particolari, come in quella per Sega Saturn.
Per questa edizione venne commercializzato un adattatore apposito per più giocatori (multitap) a forma di testa di Bomberman.

Il primo livello della versione NES di Bomberman del 1983, primo capitolo della serie

## Storia
Il gioco originale fu sviluppato in Giappone per PC da Shinichi Nakamoto. Tuttavia, il programmatore ha dovuto convertirlo su Famicom in una maratona di programmazione durata 72 ore. Questa versione ha venduto più di un milione di copie.
Al 2023 sono stati prodotti oltre 80 giochi della serie, compresi i rompicapo e tutti gli episodi paralleli, ed escludendo invece le versioni per i cellulari e le versioni non ufficiali.
Presente su praticamente tutte le piattaforme, ha avuto conversioni ed episodi inediti per gli home computer (MSX, Amiga, ecc.), i PC (DOS e Windows), le console Nintendo (NES, SNES, N64, GameCube, Switch), le console SEGA (MD, Saturn, DC), le console Sony (PS1, PS2), le console SNK (Neo Geo CD), le console portatili (GB, GBC, GBA, PSP) e anche per i principali cellulari (Nokia N-Gage, 6630, Motorola e altri).
Essendo un progetto Hudson Soft spiccano particolarmente le versioni per la console NEC PC Engine, di cui Hudson era partner di progettazione e distribuzione. Per molto tempo Bomberman è stato la mascotte della console stessa, al pari di Mario per la Nintendo e Sonic per la SEGA.
Oltre alla serie ufficiale si possono contare decine di cloni o versioni amatoriali diffuse gratuitamente, nonché giochi commerciali ispirati da Bomberman, tra cui Bug Bomber (1992), Mega Blast (1995), Bomber Fun (2002), Basement Crawl (2014).

## Genere
Il genere è quello cosiddetto dei Maze, ovvero rompicapo ambientati dentro un labirinto, come Pac Man.
Nel corso delle generazioni Bomberman però si è evoluto toccando svariati generi videoludici:
- Platform 3D, a partire dal capitolo della serie Bomberman 64 per Nintendo 64, ispirato al celeberrimo Super Mario 64 di Nintendo. Altro platform 3D uscito in seguito della serie è Bomberman Hero, anch'esso per Nintendo 64. Uscito invece per Nintendo GameCube è Bomberman Generation.
- Gioco di Ruolo, partendo dal primo episodio chiamato Bomberman Quest per Game Boy Color.
- Gioco di corse, come nell'episodio Bomberman Fantasy Race per PlayStation, in cui Bomberman corre a bordo dei draghetti apparsi come potenziamento in Super Bomberman, ponendosi come diretto concorrente dei giochi di guida arcade cartoonistici come la serie Nintendo di Mario Kart o Street Racer di Ubisoft. Bomberman Kart è il suo seguito per PlayStation 2.
- Giochi sportivi come Bomberman Hardball per PlayStation 2, con componenti da party game, in cui gli sport che vengono trattati sono tennis, baseball e golf.

Hudson Soft ha sfruttato la sua conoscenza nel campo dei party games nella serie di Nintendo Mario Party della quale è sviluppatore.
Da segnalare in particolare un gioco in esclusiva per Game Boy, Wario Blast featuring Bomberman in cui il nostro eroe incontra uno dei personaggi Nintendo, il malvagio Wario e lo sfida. La cartuccia è prodotta insieme da Hudson Soft e Nintendo.

## Videogiochi

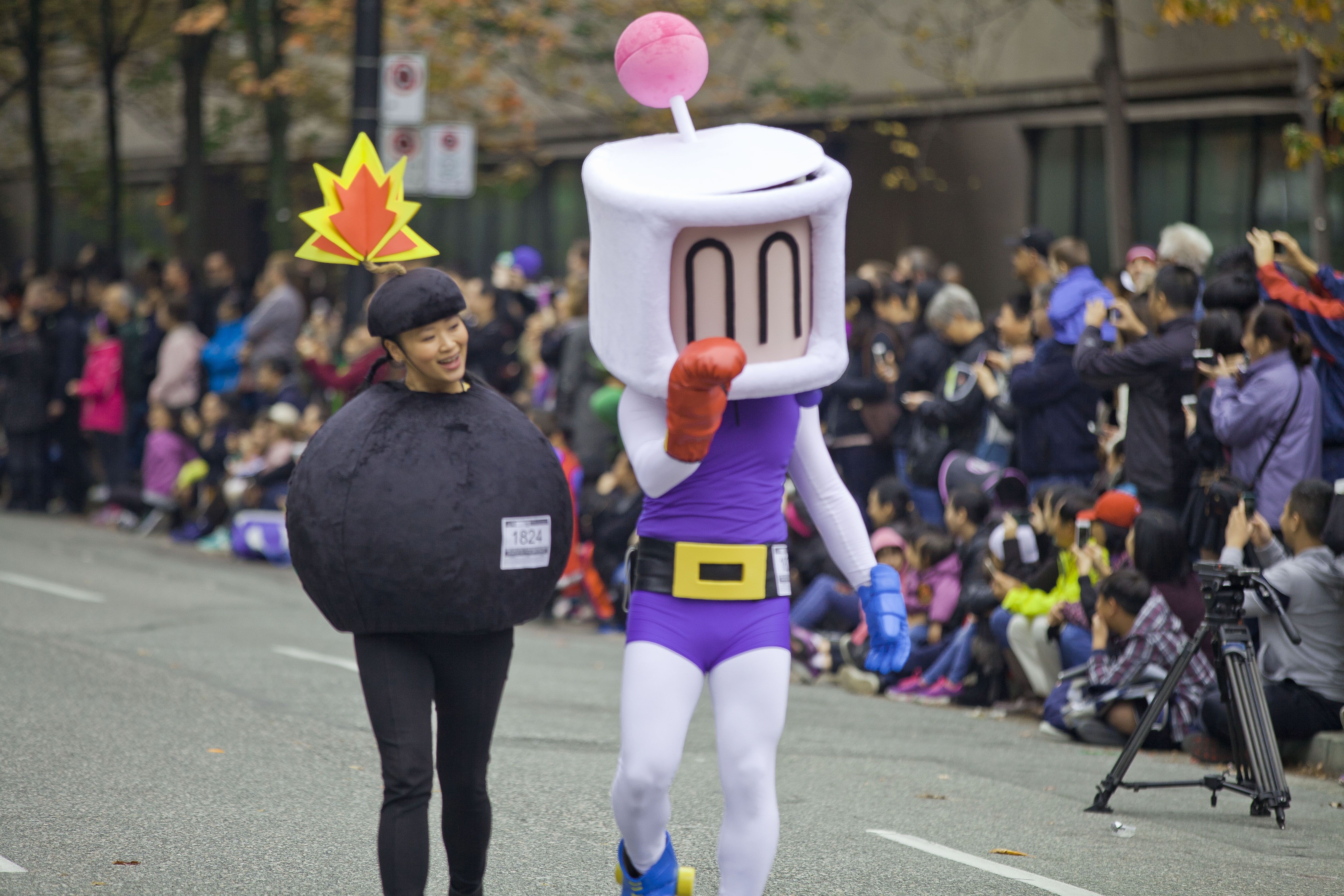
Cosplayer di una bomba e di White Bomber, protagonista e mascotte della serie, alla Parata di Halloween del 2015

### Serie originale 8 bit
- Bomberman (MSX) - 1983, uscito in Europa con il titolo Eric & The Floaters
- Bomberman Special (MSX) - 1986
- Bomberman (NES, GBA (Nes Classics), PS1) - 1990
- Bomberman II (NES) - 1991

### Serie 16 bit
- Bomberman (Amiga, MS-DOS, PC Engine, Atari ST) - 1990, uscito in Europa con il titolo Dyna Blaster
- Bomberman '93 (PC Engine) - 1993
- Bomberman '94 (PC Engine, Mega Drive) - 1994, uscito in Europa con il titolo Mega Bomberman
- Neo Bomberman (Neo Geo) - 1997
- Atomic Bomberman (PC Win) - 1996

### Arcade
- Bomber Man o Dynablaster (1991) Irem corp/Hudson Soft[12]
- Bomber Man World (1992) Irem corp/Hudson Soft
- Panic Bomber - Bomberman (puzzle 1994) 8ing/Hudson Soft[13]
- Neo Bomberman (1997) Irem corp/Hudson Soft

### Serie Super NES
- Super Bomberman (SNES) - 1993
- Super Bomberman 2 (SNES) - 1994
- Super Bomberman 3 (SNES) - 1995
- Super Bomberman 4 (SNES) - 1996
- Super Bomberman 5 (SNES) - 1997
- Super Bomberman: Panic Bomber W (SNES, PC Engine, Virtual Boy) - 1995
- Bomberman B-Daman (SNES) - 1997

Gli episodi Panic e B-Daman differiscono dalla serie regolare, il primo è una versione puzzle di Bomberman in cui cadono dall'alto piccole teste di Bomberman in stile Tetris o Puyo Puyo, il secondo è dedicato al B-Daman uno sport giapponese dedicato al lancio delle biglie, che richiede molta abilità nel lancio delle B-Daball (le biglie del gioco). Il lanciatore di biglie è appunto il B-Daman o Blaster, qui interpretato dal nostro eroe.

### Serie 32 bit
- Saturn Bomberman (Saturn) - 1997
- Saturn Bomberman Fight!! (Saturn) - 1998
- Bomberman (PS1) - 1998, uscito in Nord America con il titolo Bomberman Party Edition
- Bomberman World (PS1) - (1998)

### Serie NextGen
- Bomberman: Act Zero (Xbox 360) - 2007

Un particolare rifacimento del classico giapponese, realizzato seguendo i gusti del pubblico americano.
- Super Bomberman R (Nintendo Switch) - 2017

Un nuovo episodio per la console Nintendo Switch uscito il 3 marzo 2017, il quale presenta nuove componenti quali livelli su piani rialzati, una campagna cooperativa multigiocatore e molto altro.

### Serie online
- Bomberman Online (Dreamcast) - 2000
- Online Bomberman (PC) - 2004
- Bomberman Live (Xbox Live) - 2007
- Bomberman Blast (Wii Ware) - 2008
- Super Bomberman R Online (Stadia) - 2020

### Serie portatili
- Wario Blast: Featuring Bomberman! (GB) - 1994
- Bomberman GB 2 (GB) - 1995, uscito in Europa e negli USA con il titolo Bomberman GB
- Bomberman GB 3 (GB) - 1996, uscito unicamente nel mercato giapponese
- Pocket Bomberman (GB) - 1998
- Bomberman Quest (GB) - 1999
- Bomberman Max (GB) - 2000
- Bomberman Tournament (GBA) - 2001
- Bomberman Max 2 (GBA) - 2002
- Bomberman Jetters (GBA) - 2002, uscito unicamente nel mercato giapponese
- Bomberman (DS) - 2005
- Bomberman Land Touch! (DS) - 2005
- Bomberman (PSP) - 2006
- Bomberman Land Touch! 2 (DS) - 2007
- Bomberman Story (DS) - 2007
- Bomberman 2 (DS) - 2008

### Serie platform
- Bomberman 64 (N64) - 1997
- Bomberman Hero (N64) - 1998
- Bomberman 64: The Second Attack (N64) - 2000 (uscito soltanto in Giappone e in Nord America)
- Bomberman 64 (N64) - 2001 (uscito soltanto in Giappone)
- Bomberman Generation (GC) - 2002

### Serie sport
- Bomberman Fantasy Race (PS1) - 1998
- Bomberman Kart (PS2) - 2004
- Bomberman Hardball (PS2) - 2005, include tre sport (tennis, baseball e golf) e minigiochi

A questi titoli vanno aggiunte due raccolte dedicate a Bomberman, una per PC e una per Game Boy Advance, che non presentano episodi inediti.
Moltissime sono poi le conversioni per cellulare, soprattutto in formato i-mode.